# Erhard Marggraf
Erhard Marggraf (* 22. Dezember 1925 in Berlin) ist ein deutscher Schauspieler und Regisseur.

## Leben
Ab 1949 erhielt Erhard Marggraf eine Ausbildung an der Schauspielschule Marie Borchardt in Berlin, nach deren Abschluss er, wie mehrere Absolventen dieser Schule, seine ersten Aufgaben beim Rundfunk bekam.  Anschließend erhielt er in seiner beruflichen Laufbahn Engagements an folgenden Bühnen: Theater am Schiffbauerdamm Berlin, Stadttheater Greiz, Volkstheater Rostock, Maxim-Gorki-Theater Magdeburg, Deutsches Theater Berlin und Schaubühne am Lehniner Platz Berlin. Außerdem war er ein gefragter Schauspieler beim Film und Fernsehen.

## Filmografie
- 1957: Schlösser und Katen
- 1964: Das Leben meines Bruders[2]
- 1975: Juno und der Pfau (Theateraufzeichnung)
- 1976: Leben und Tod Richard III. (Theateraufzeichnung)
- 1983: Der Aufenthalt
- 1985: Die Frau und der Fremde
- 1987: Polizeiruf 110: Im Kreis (Fernsehreihe)
- 1987: Wallenstein (Theateraufzeichnung)
- 1988: Polizeiruf 110: Still wie die Nacht
- 1991  Der Staatsanwalt hat das Wort – Vater Mutter Kind
- 1995: Polizeiruf 110: Jutta oder Die Kinder von Damutz

## Theater

### Darsteller
- 1956: Gerhart Hauptmann: Magnus Garbe (Dominikaner) – Regie: Gotthard Müller (Volkstheater Rostock)
- 1957: Carl Zuckmayer: Der Gesang im Feuerofen (Sylvester Imwald) – Regie: Karl-Heinz Biber (Volkstheater Rostock)
- 1959: Gustav von Wangenheim: Studentenkomödie (Horst Schwieder) – Regie: Peter Fischer (Volkstheater Rostock)
- 1964: Kurt Barthel: Terra incognita (Bohrarbeiter) – Regie: Hanns Anselm Perten (Volkstheater Rostock)
- 1965: Günter Weisenborn: Das Glück der Konkubinen (Tungtai) – Regie: Panajotis Haritoglou (Volkstheater Rostock – Kleines Haus)
- 1966: Rolf Hochhuth: Der Stellvertreter (SS-Offizier) – Regie: Hans-Dieter Meves/Friedo Solter (Deutsches Theater Berlin)
- 1970: William Shakespeare: Romeo und Julia (Capulet) – Regie: Konrad Tschiedrich (Maxim-Gorki-Theater Magdeburg)
- 1970: Nikolai Pogodin: Der Mann mit dem Gewehr (Lenin) – Regie: Hans-Dieter Meves (Maxim-Gorki-Theater Magdeburg)
- 1971: Rolf Schneider: Einzug ins Schloß (Chemieingenieur) – Regie: Hans-Georg Simmgen (Deutsches Theater Berlin)
- 1974: Maxim Gorki: Die falsche Münze (Jefimow) – Regie: Ulrich Engelmann (Deutsches Theater Berlin – Kammerspiele)
- 1975: Alexander Wampilow: Provinzanekdoten – Zwanzig Minuten mit einem Engel (Engel) – Regie: Ulrich Engelmann (Deutsches Theater Berlin – Kleine Komödie)
- 1976: Georg Hirschfeld: Pauline (Paketfahrtbriefträger Anton) – Regie: Alexander Lang (Deutsches Theater Berlin – Kammerspiele)
- 1977: Heinrich von Kleist: Michael Kohlhaas (Junker) – Regie: Adolf Dresen (Deutsches Theater Berlin)
- 1977: František Langer: Peripherie (Herr Urban) – Regie: Klaus Piontek (Deutsches Theater Berlin – Kammerspiele)
- 1978: Gerhardt Gröschke: Hochwasser (Georg) – Regie: Günter Falkenau (Deutsches Theater Berlin – Kammerspiele)
- 1978: Bertolt Brecht: Flüchtlingsgespräche (Erzähler) – Regie: Wolfgang Heinz (Theater im Palast Berlin)
- 1978: Jewgeni Schwarz: Der Drache – Regie: Benno Besson (Deutsches Theater Berlin)
- 1979: Gerhard Branstner: Kantine (Theaterkritiker Pirol) – Regie: Hartmut Ostrowsky (Deutsches Theater Berlin – Foyertheater)
- 1980: Wolfgang Borchert: Draußen vor der Tür (Oberst) – Regie: Klaus Erforth/Alexander Stillmark (Deutsches Theater Berlin im Berliner Arbeiter-Theater)
- 1983: Adolf Glaßbrenner: Ein Heiratsantrag in der Niederwallstraße oder Der preußische Kinderfreund – Regie: Günter Falkenau (Deutsches Theater Berlin im Filmtheater am Friedrichshain)
- 1983: Johann Wolfgang von Goethe: Faust. Der Tragödie zweiter Teil – Regie: Friedo Solter (Deutsches Theater Berlin)
- 1986: Jean-Claude Grumberg: Cafe zum verlorenen Pierrot (Exlehrer) – Regie: Pedro Paulo Pereira (Berliner Arbeiter-Theater)
- 1987: Iwan Turgenew: Ein Monat auf dem Lande – Regie: Thomas Langhoff (Deutsches Theater Berlin)
- 1988: Heiner Müller: Der Lohndrücker (Buchhalter/Arzt) – Regie: Heiner Müller  (Deutsches Theater Berlin)
- 1990: Jörg-Michael Koerbl: Die Kommunisten (Klein) – Regie: Michael Jurgons (Deutsches Theater Berlin)
- 1993: Gero Troike: Dolgensee (Spaziergänger) – Regie Gero Troike (Deutsches Theater Berlin)
- 1996: Albert Camus: Caligula (Patricius) – Regie: Uwe Eric Laufenberg (Deutsches Theater Berlin)
- 1999: Friedrich Dürrenmatt: Der Besuch der alten Dame – Regie: Thomas Langhoff (Deutsches Theater Berlin)
- 2001: Conor McPherson: Port Authority (Joe) – Regie:  Barbara Frey (Schaubühne am Lehniner Platz Berlin)
- 2002: Tankred Dorst: Merlin oder Das wüste Land (Alter König) – Regie: Burkhard C. Kosminski (Schaubühne am Lehniner Platz Berlin)
- 2003: Henrik Ibsen: Peer Gynt (Peer Gynt) – Regie: Johann Kresnik (Salzburger Festspiele)
- 2006: Anton Tschechow: Platonow (Glagoljew 1)  – Regie: Luk Perceval (Schaubühne am Lehniner Platz Berlin)
- 2006: Friedrich Schiller: Maria Stuart (Shrewsbury) – Regie: Luk Perceval (Schaubühne am Lehniner Platz Berlin)
- 2006: Anton Tschechow:  Drei Schwestern (Ferapont) – Regie: Falk Richter
- 2008: Friedrich Schiller: Kabale und Liebe – Regie: Falk Richter (Schaubühne am Lehniner Platz Berlin)
- 2008: Anton Tschechow: Der Kirschgarten (Firs) – Regie: Falk Richter (Schaubühne am Lehniner Platz Berlin)
- 2010: William Shakespeare: Othello (Butler) – Regie: Thomas Ostermeier (Schaubühne am Lehniner Platz Berlin)
- 2011: William Shakespeare: Maß für Maß (Escalus/Madame Overdone) – Regie: Thomas Ostermeier (Schaubühne am Lehniner Platz Berlin)

### Regie
- 1961: Erich Ebermayer: Professor Unrat – Regie mit Werner Hammer (Volkstheater Rostock)
- 1962: Claus Hammel: Fischerkinder – Regie mit Claus Hammel (Volkstheater Rostock)
- 1962: Ehm Welk: Kreuzabnahme – Regie mit Hanns Anselm Perten (Volkstheater Rostock)
- 1963: Jose M. Camps:  Vlznar oder Tod eines Poeten (Volkstheater Rostock)
- 1964: Harald Hauser: Barbara (Volkstheater Rostock)
- 1964: George Bernard Shaw: Pygmalion (Volkstheater Rostock)
- 1964: Federico García Lorca: Dona Rosita bleibt ledig (Volkstheater Rostock – Kleines Haus)
- 1965: Ernst Barlach: Der arme Vetter (Ernst-Barlach-Theater Güstrow)
- 1968: Martin Sperr: Landshuter Erzählungen (Deutsches Theater Berlin)
- 1969: Karl-Heinz Jakobs: Heimkehr des verlorenen Sohns (Maxim-Gorki-Theater Magdeburg)
- 1979: Fred Wander: Der Bungalow (Volksbühne Berlin – Theater im 3. Stock)
- 1981: Waleri Agranowski: Kümmert euch um Malachow (Deutsches Theater im Palast der Republik – Jugendtreff)

## Hörspiele
- 1951: Valentina Ljubimowa: Schneeball (Davie) – Regie: Werner Stewe (Hörspiel – Deutschlandsender)
- 1951: Gerhard Rentzsch: Wir aus Hamburg – Regie: Günther Rücker (Hörspiel – MDR)
- 1964: K. M. Walló: Die Prinzessin mit dem goldenen Stern (Prinz Radovan) – Regie: Renate Thormelen (Kinderhörspiel – Litera)
- 1968: Aristophanes: Der Frieden – Regie: Wolf Dieter Panse (Hörspiel – Rundfunk der DDR)
- 1991: Etty Hillesum: Das schwarze Zimmer (Vater) – Regie: Barbara Plensat (Hörspiel – Funkhaus Berlin)
- 2009: Adolf Schröder: Mutter Hamburg – Regie: Heinz von Cramer (Hörspiel – DLR)